# Bauma
Bauma (im Ortsdialekt Baume [ˈbæʊ̯mə]) ist eine politische Gemeinde im Bezirk Pfäffikon des Kantons Zürich in der Schweiz. Per 1. Januar 2015 fusionierte Bauma mit der Gemeinde Sternenberg zur Gemeinde Bauma.

## Wappen und Fahne
Blasonierung:
In Silber auf grünem Boden eine grüne Tanne mit rotem Stamm
Die offizielle Einführung der Tanne im Gemeindesiegel der politischen Gemeinde Bauma datiert auf den 22. Mai 1805.
Zuvor (um 1740) führte die Kirchgemeinde Bauma einen grünen Laubbaum mit rotem Stamm in einem goldenen Feld.
Als Gemeindewappen wurde die Tanne im silbernen Feld vom Gemeinderat auf Vorschlag der kantonalen Wappenkommission am 22. März 1927 angenommen.
Der Gemeinderat wünschte allerdings, dass im Vergleich zur von der Wappenkommission vorbereiteten Illustration «dass die Beastung der Tanne etwas dichter dargestellt und der Stamm derselben etwas weniger hellrot gefärbt würde».
Nach einer aktualisierten Herausgabe am 13. Oktober 1970 durch die Antiquarische Gesellschaft des Kantons Zürich war der Gemeinderat grundsätzlich einverstanden und befand es als sehr ansprechend.
Die ehemalige Gemeinde Sternenberg führte ein redendes Wappen mit einem Stern und einem Berg, seit 1930
einen goldenen sechsstrahligen Stern über einem silbernen Sechsberg. Seit der Gemeindefusion 2015 gilt das Gemeindewappen von Bauma auch für Sternenberg.

## Geographie
Bauma liegt im Tössbergland, also im voralpinen Teil des Tösstals im Zürcher Oberland auf 639 m ü. M. an der Bahnlinie Winterthur–Rüti ZH. Die Stadt Winterthur liegt 19 km und die Stadt Zürich 25 km Luftlinie entfernt. Der höchste Punkt der Gemeinde befindet sich beim Chlihörnli auf 1073 m ü. M., der tiefste an der Töss bei Saland auf 595 m ü. M.
Die Gesamtfläche von 2951 ha unterteilt sich (Stand 2018) in:
- 54,1 % Wald
- 36,3 % Landwirtschaft
- 5,6 % Siedlungen
- 2,7 % Verkehrsfläche
- 0,8 % Gewässer
- 0,3 % unproduktive Fläche

Zum Gemeindegebiet gehören neben dem Dorf Bauma die Ortschaften und Weiler Sternenberg, Saland, Laubberg, Blitterswil, Juckern, Dillhaus, Undalen, Altlandenberg, Bliggenswil, Wolfensberg, Hörnen, Schindlet, Wellenau und Lipperschwendi.
Die Nachbargemeinden von Bauma sind im Uhrzeigersinn Fischingen TG, Fischenthal, Bäretswil, Hittnau, Pfäffikon, Wildberg ZH und Wila. Nördlich des Hörnli findet sich ein Dreikantonseck (St. Gallen, Thurgau und Zürich) ().

## Geschichte

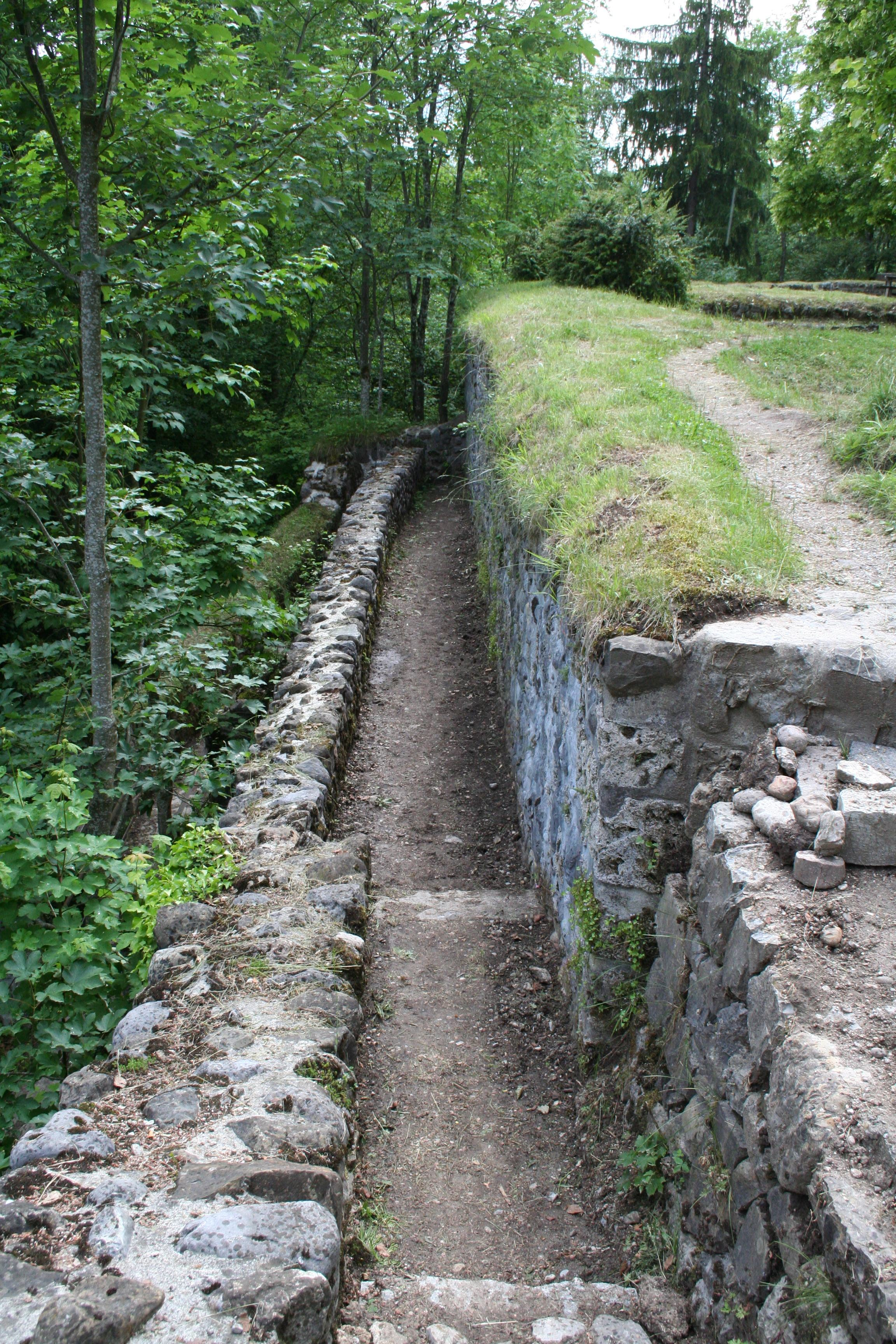
Burgruine Alt-Landenberg

Bauma, historisches Luftbild von 1927, aufgenommen aus 300 Meter Höhe von Walter Mittelholzer

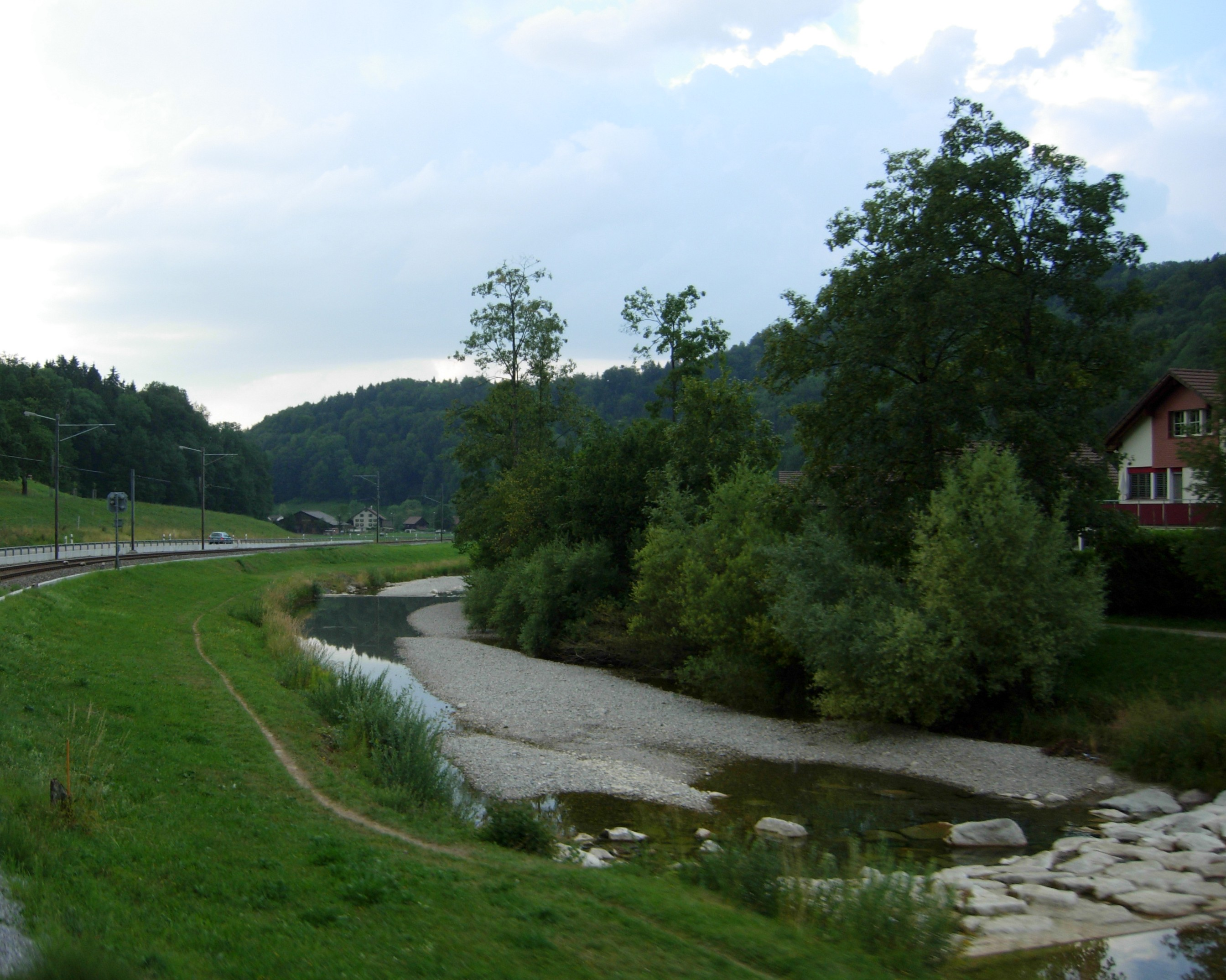
Töss mit Bahnstrecke Winterthur–Rüti

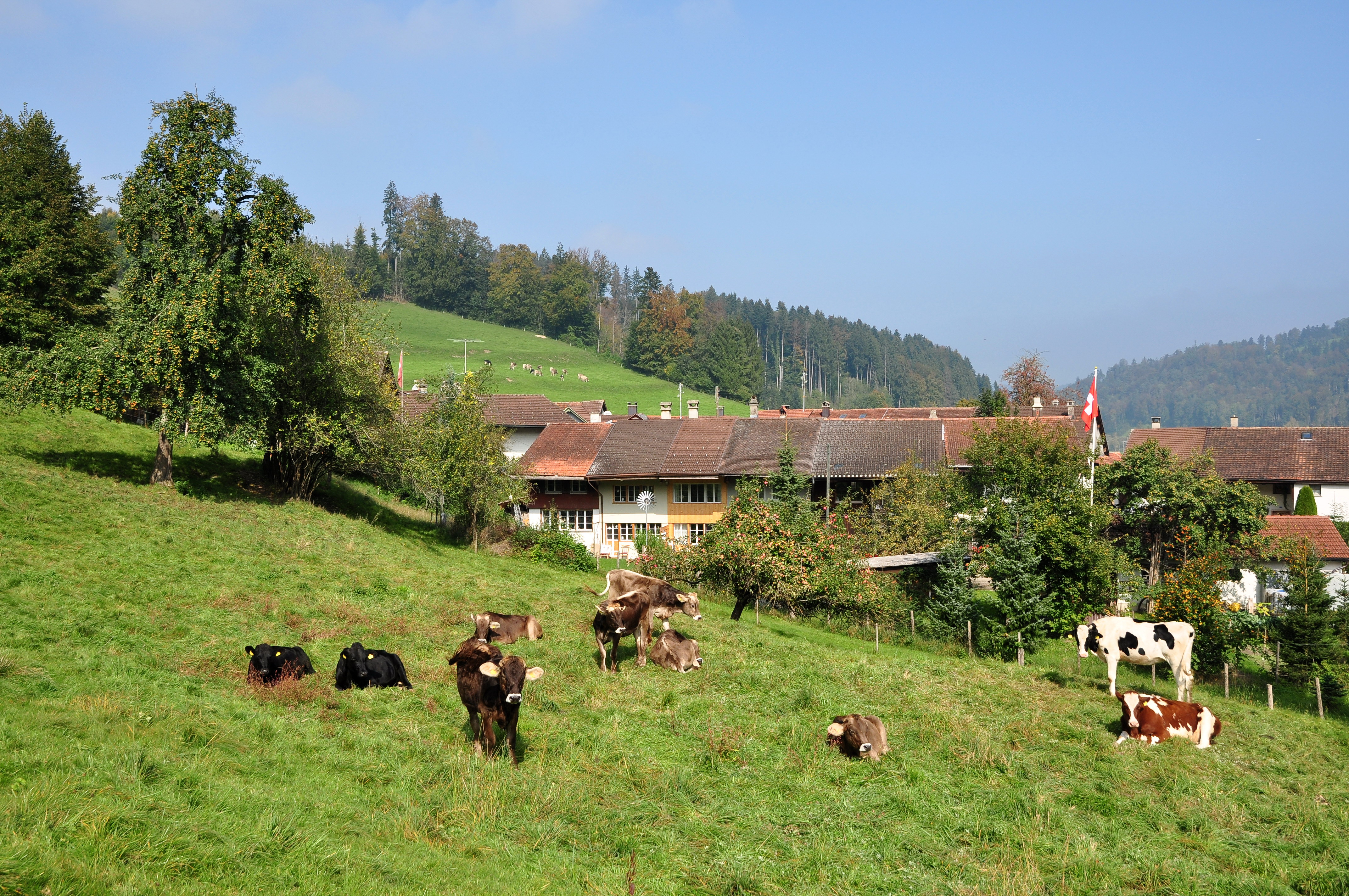
Flarz in Bauma

Die Besiedelung durch den Einzug der Alemannen erfolgte im 7. bis 10. Jahrhundert in den höheren Geländeterrassen, namentlich Allenwil, Bettswil, Bliggenswil, Blitterswil, Hörnen, Lipperschwendi, Undalen, Wellenau und Wilen. Im Einflussbereich des Klosters St. Gallen kam das Christentum in die Gegend und gleichzeitig die Urbarisierung.
Die Herren auf der Burg Alt-Landenberg intensivierten den Landausbau im 12. und 13. Jahrhundert. Bereits 1315 fielen die letzten Ritter der Habsburger in der Schlacht am Morgarten, und die Burg ging an die Abtei St. Gallen zurück. Über die nächsten Jahrhunderte wechselte die Burg immer wieder den Besitzer und verfiel zunehmend.
1549 ging das Niedergericht durch Kauf an Zürich über. Die eigentliche Geburtsstunde der Gemeinde Bauma war erst mit dem Bau der reformierten Kirche 1651 und der damit einhergehenden Unterstellung der umliegenden Siedlungen in den Verwaltungsbereich der Kirche. In diesem Jahr bestand das Dorf lediglich aus vier Häusern. Der örtliche Pfarrer war zu dieser Zeit gemeinsam mit seiner Stillstand für die Religion, die Schulen, die Fürsorge, für Recht und Ordnung und auch für das Strassenwesen zuständig. Die Gemeinde erhielt 1661 das Markt- und Zollrecht, und von da ab entwickelte sich Bauma zum Zentrum des oberen Tösstals. Die im Jahr 1651 erstellte Kirche wurde 1771 abgebrochen und an gleicher Stelle durch einen neueren, grösseren Bau ersetzt.
Ende des 18. bis Anfang des 19. Jahrhunderts kam es immer wieder zu schweren Rückschlägen in der Entwicklung der Gemeinde. 1786 geriet ein grosser Teil des Dorfes in Brand, der aufgrund der Holzbauten nur schwer kontrolliert werden konnte. Immer wieder gab es Hungersnöte, so auch 1816 im Jahr ohne Sommer, als 156 Einwohner an Schwäche starben.
Unter Napoleon und der von ihm initiierten Helvetik entstand die politische Gemeinde Bauma und gehörte zwischen 1798 und 1803 dem helvetischen Distrikt Fehraltorf an. Dies wechselte über die nächsten Jahre mehrmals, ab 1803 bis 1814 gehörte die Gemeinde zum Mediationsbezirk Uster, dann bis 1831 zur Grafschaft Kyburg. Seit 1831 gehört sie dem Bezirk Pfäffikon an.
Die Gemeinde Bauma war bis in die Anfänge des 19. Jahrhunderts verkehrstechnisch wie viele umliegenden Gemeinden nicht gut erschlossen. So gab es die erste Brücke über die Töss zwischen Winterthur und Bauma erst 1820. Zwischen 1836 und 1839 erfolgte der Bau der Strasse nach Wetzikon und Oetwil am See. 1835 wurde der Postkutschenverkehr nach Winterthur in Betrieb genommen. Die Tösstalbahn entstand 1875 von Winterthur nach Bauma. Sie wurde ein Jahr später bis nach Wald verlängert, und der gesamte Streckenabschnitt wird auch heute noch aktiv von der S-Bahn Zürich genutzt. Die 1901 eröffnete Uerikon-Bauma-Bahn war bis zum Ende des 20. Jahrhunderts in Betrieb, wurde aber nach und nach durch den Busbetrieb Bauma–Wetzikon ersetzt.
Da die Töss, der Fluss, der durch Bauma fliesst, erst im 20. Jahrhundert korrigiert wurde, kam es immer wieder zu Überschwemmungen. Im Jahr 1876 stand das gesamte Dorf unter Wasser, mehrere Gebäude stürzten ein, und die neu gebaute Tösstalbahn wurde auf weiten Strecken schwer beschädigt.
Die Erschliessung Baumas war wichtig für die weitere wirtschaftliche Entwicklung gegen Ende des 19. Jahrhunderts. Wurde die Baumwolle zunächst noch von Frauen und Kindern in häuslicher Heimarbeit verarbeitet, kam es durch die Industrialisierung zur Bildung von Fabriken entlang des Flusses. Um 1900 arbeiteten rund 600 Arbeitskräfte in den drei Baumwollspinnereien und -webereien sowie den zwei Seidenwebereien. Seit 1989 sind alle ehemaligen Textilbetriebe stillgelegt.

## Bevölkerung
| Jahr   | Einwohner |
| ------ | --------- |
| 1634   | 455       |
| 1691   | 1082      |
| 1772   | 2530      |
| 1836   | 3217      |
| 1850   | 2993      |
| 1900   | 2768      |
| 1950   | 2989      |
| 2000   | 4520      |
| 2005   | 4469      |
| 2010   | 4522      |
| 2015 * | 4837      |
| 2020   | 4879      |
| 2022   | 4921      |

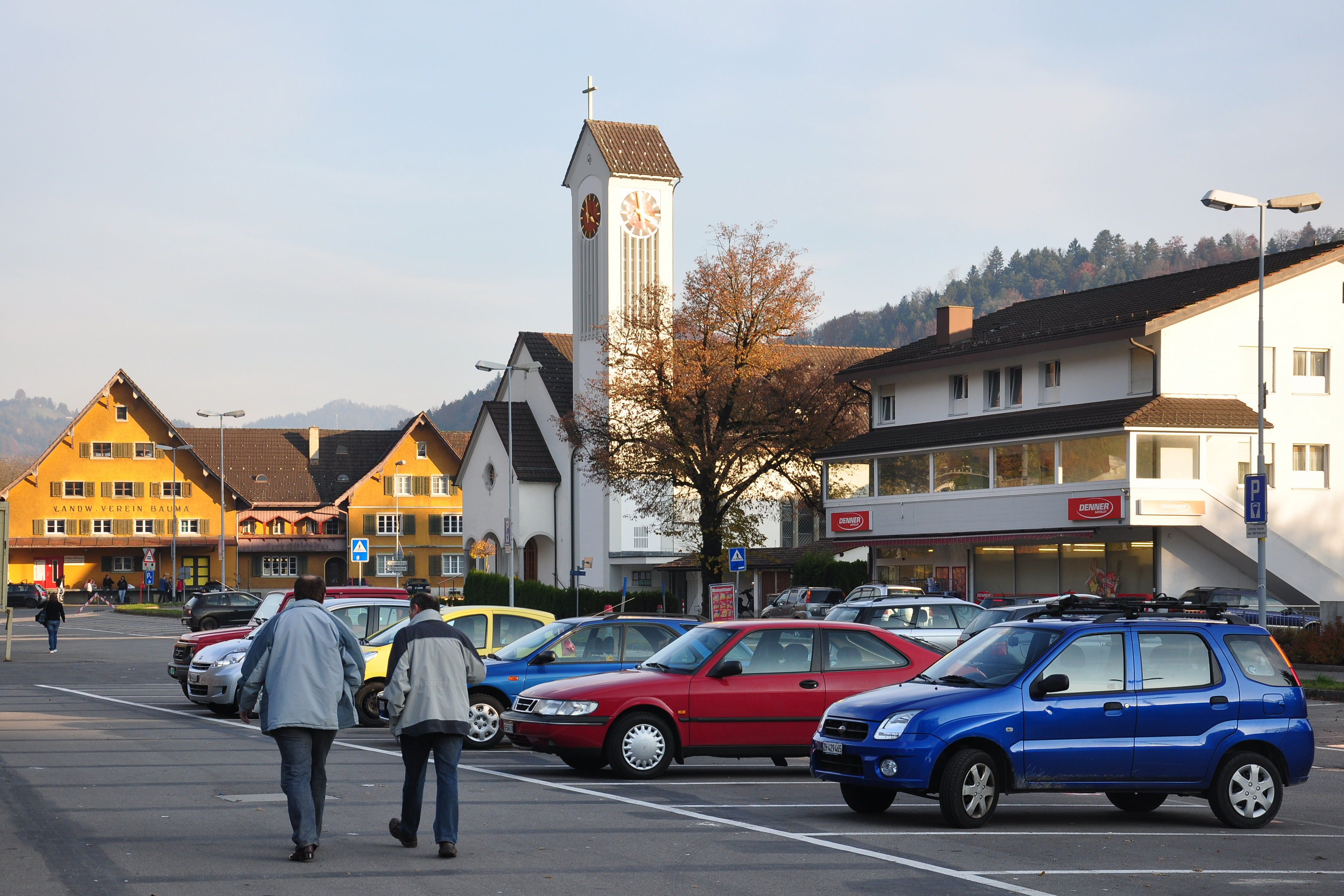
Dorfzentrum

- Ausländeranteil: 16,0 % (Stand 2022)[15]

### Religion
2022 gehörten 42,3 % der Bevölkerung zur evangelisch-reformierten Kirche und 18,0 % zur römisch-katholischen Kirche. 39,7 % hatten eine andere oder keine Konfessionszugehörigkeit.
Die Reformierte Kirche Bauma entstand in den Jahren 1769–1770 als Querkirche und ersetzte den Vorgängerbau aus dem Mittelalter. Es handelt sich um einen typischen Sakralbau der reformierten Kirche des 18. Jahrhunderts im Kanton Zürich.
Die katholische Kirche von Bauma ist die St.-Antonius-Kirche. Entstanden ist sie in den Jahren 1902–1903 als typischer Bau einer Diaspora-Kirche im Kanton Zürich. 1954 wurde die Kirche verlängert und der ursprüngliche Dachreiter durch den heutigen Kirchturm ersetzt.
Zur Regional-Sektion Bauma–Fischenthal der Evangelischen Allianz gehören die Evangelisch-reformierten Kirchen von Bauma und Fischenthal sowie die RegiChile Bauma.
In Bauma sind von den evangelischen Freikirchen die Viva Kirche Schweiz (bis Mai 2022 Chrischona Schweiz) RegiChile und die Gemeinde für Christus vertreten. Es gibt zudem eine Neuapostolische Kirche.

## Politik
Seit dem 2. November 2016 ist Andreas Sudler (parteilos) Gemeindepräsident, als Nachfolger von Marianne Heimgartner (EVP).
Bei den Nationalratswahlen 2023 betrugen die Wähleranteile in Bauma: SVP 48,20 % (+4,06), SP 9,44 % (−1,44), EVP 8,79 % (+0,10), glp 6,99 % (−0,60), FDP 5,43 % (+0,09), EDU 5,30 (−1,88), Grüne 5,25 % (−4,25), Mitte 4,87 % (+0,19).

### Kantonsrat
Im Kantonsrat des Kantons Zürich war die Gemeinde Bauma von 2007 bis 2015 durch Walter Schoch (EVP) vertreten. Seit 2019 vertritt Paul von Euw (SVP) Bauma im Kantonsrat.

### Fusion Bauma-Sternenberg
Der Gemeinderat Sternenberg lud den Gemeinderat Bauma im November 2012 zu Fusionsverhandlungen ein. Das neue Finanzausgleichsgesetz gewährte der Gemeinde Sternenberg noch bis Ende 2017 jährliche Ausgleichszahlungen. Die finanzielle Lage der kleinen Gemeinde mit 359 Einwohnern (Stand 31. Dezember 2014) wurde dadurch weiter verschlechtert, und es gab zudem Schwierigkeiten dabei, geeignete Stimmbürger für öffentliche Ämter zu finden. Die Stimmbürger von Sternenberg hatten im März 2013 an der Urne der Aufnahme von Verhandlungen über eine Fusion der beiden Gemeinden deutlich zugestimmt. Im Falle einer Fusion sicherte der Regierungsrat des Kantons Zürich mit Beschluss vom 10. Juli 2013 den politischen Gemeinden Bauma und Sternenberg 3'500'000 Franken zu. In der Volksabstimmung vom 24. November 2013 wurde die Fusion per 1. Januar 2015 in beiden Gemeinden deutlich angenommen. Die neue Gemeinde heisst weiterhin Bauma, das bestehende Gemeindewappen der alten Gemeinde Bauma wird beibehalten.

## Wirtschaft
1821 begann die Industrialisierung im Tösstal, indem die Wasserkraft für die Textilindustrie genutzt wurde.
Die Fabriken der einst blühenden Baumwollspinnerei und -weberei sind seit 1989 stillgelegt. Da in der Landwirtschaft heute weniger als 5 % der Bevölkerung beschäftigt sind, sind der Dienstleistungssektor und die auswärtige Arbeitsstelle das Haupterwerbsgebiet. Viele Einwohner pendeln nach Zürich oder Winterthur.
Bauma bietet insgesamt ca. 2000 Arbeitsplätze in der Gemeinde an.

## Verkehr

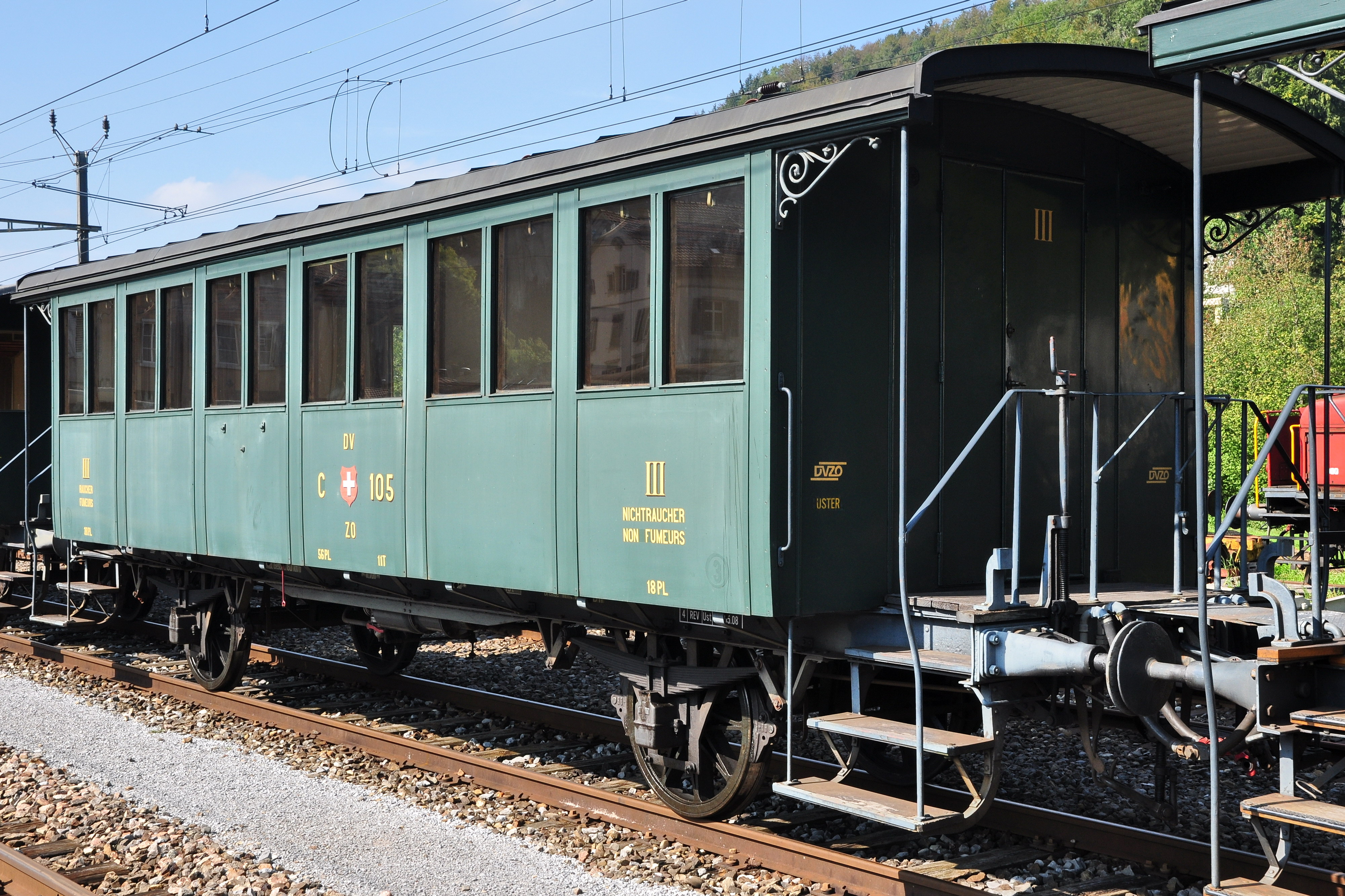
Waggon im Bahnhof Bauma

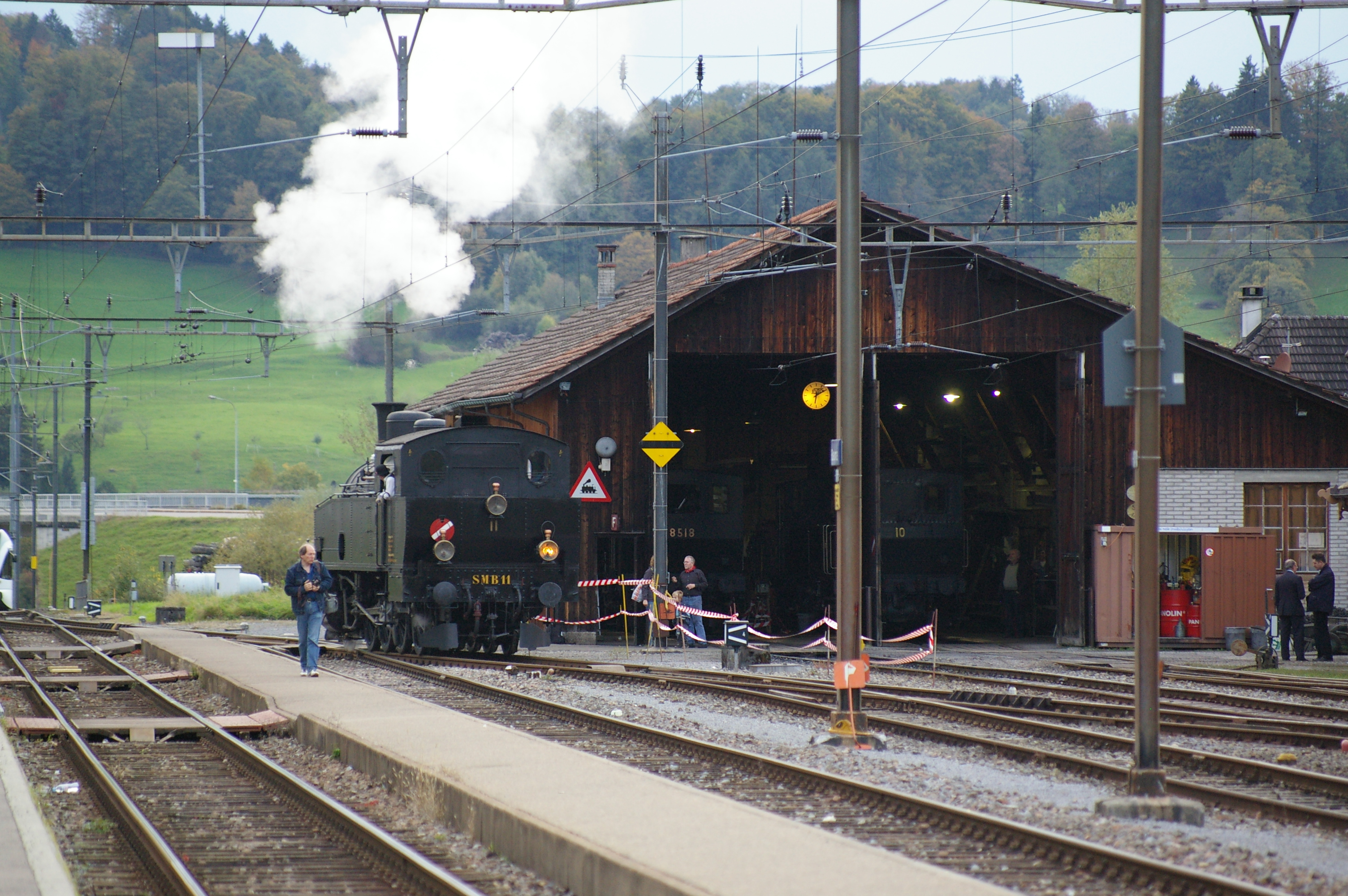
Lokremise im Bahnhof Bauma, 2012

Bis 1835 benutzten Fuhrwerke das oft nicht ungefährliche Flussbett der Töss als Strasse, um nach Bauma zu gelangen. Erst mit dem Bau der Talstrasse von Winterthur nach Bauma und kurz darauf mit der Verbindung nach Wetzikon–Oetwil am See fand Bauma Anschluss an die Welt.
1875 nahm die Tösstalbahn zwischen Winterthur und Bahnhof Bauma und ein Jahr später die Verlängerung nach Wald ihren Betrieb auf. 1901 folgte die Eröffnung der durch den Einheimischen Adolf Guyer-Zeller erbauten Uerikon-Bauma-Bahn. Ab 1969 wurde diese teilweise durch den Busbetrieb Bauma–Wetzikon ersetzt. Heute bedienen die Schweizerischen Bundesbahnen die Station Bauma im Halbstundentakt mit der Linie S 26 Winterthur – Bauma – Rüti ZH  der S-Bahn Zürich (bis 1918 Tösstalbahn). Der Dampfbahn-Verein Zürcher Oberland befährt an einigen Wochenenden im Sommer die Museumsbahn Bauma–Hinwil.
Es existieren folgende Buslinien, die durch die Verkehrsbetriebe Zürichsee und Oberland (VZO) bedient werden:
- 850 Bahnhof Bauma – Adetswil – Bäretswil – Kempten – Bahnhof Wetzikon
- 854 Bahnhof Bauma – Steg im Tösstal – Fischenthal – Gibswil – Wald – Bahnhof Rüti

Daneben existieren folgende Buslinien, die durch die Postauto AG bedient werden:
- 809 Bahnhof Bauma – Sternenberg
- 835 Bahnhof Bauma – Juckern – Saland – Hittnau – Bahnhof Pfäffikon

## Infrastruktur
Die Gemeinde Bauma besitzt ein eigenes Hallenbad mit 25-Meter-Becken. Auf dem Gemeindegebiet gibt es vier Kindergärten, vier Primarschulhäuser und ein Sekundarschulhaus.
Das Abwasser wird in der ARA Bauma, 8493 Saland, gereinigt, zusammen mit dem Abwasser der Gemeinde Fischenthal, von 7440 Einwohnern, sowie mit jenen von Teilgebieten der Gemeinden Hinwil, Bäretswil, Hittnau, Wildberg und Wila. Als Mitglieder der Regionalen Abwasserentsorgung Tösstal ist es ihr Ziel, das Abwasser ab 2035 zusammen mit jenem der Gemeinden des mittleren Tösstals: Wila, Turbenthal, Weisslingen und Zell und dem Stadtquartier Sennhof der Stadt Winterthur durch den zu bauenden Eschenberg-Stollen in die ARA Hard, Winterthur, zu leiten und dort zentral zu reinigen.

## Sport
Der FC Bauma wurde 1948 gegründet und trägt seine Spiele auf dem Fussballplatz Schwendi aus. Dieser befindet sich am Dorfausgang in Richtung Steg im Tösstal.
Der Verein verfügt über eine Juniorenabteilung mit über 100 Spielerinnen und Spielern. Die 1. Mannschaft spielt in der 4. Liga (achthöchste Spielklasse in der Schweiz), die 2. Mannschaft in der 5. Liga (Stand 2023).
Der Vater des Schweizer Nationalspielers Remo Freuler, Marcel Freuler, ist langjähriges Mitglied des FC Bauma. Zudem sitzt er im Vorstand als Chef Infrastruktur.

## Sehenswürdigkeiten
- Guyer-Zeller-Wanderwege (1889–1899 erstellt)
- Dampfbahn und -fahrten der Museumsbahn Dampfbahn-Verein Zürcher Oberland
- Industrielehrpfad / Wasserlehrpfad Töss
- Reformierte Kirche von 1651, 1771 umgebaut
- Schlossruine Alt-Landenberg
- Grabmal der Familie Guyer-Zeller aus Marmor
- Wohnmuseum Undalen Freddi-Haus
- Hagheren-Gubel mit kleinen Giessen (je 10 Meter Fallhöhe), vom Höchstock an der Sternenbergstrasse auf dem Wanderweg abwärts: Hagherenloch, Koord. 710776/248413; Unter-Hagheren I Koord. 710742/248198, Unter-Hagheren II 710626/248134
- Rüeggental-Gubel mit Rüeggenbach-Giessen (15 und 10 Meter Fallhöhe), von der Ruine Alt-Landenberg aus: Rüeggenbach I, Koord. 708505/248285, Rüeggenbach II, Koord. 708420/248178[29]

Im Hunds-Chilental:
- Hunds-Chile-Giesse, 10 m Fallhöhe, Koord. 709582/148532, in seiner Nähe die 4 Riset- und Risetweid-Giessen, 4–10 m Fallhöhe;
- Hämelbach-Giessen am Guyer-Zeller-Wanderweg, 20 m Fallhöhe, Koord. 708691/245957;
- Girenestbach-Giessen ab Seewadel, deren drei im Girenesttal, 4,5–5 m Fallhöhe

## Persönlichkeiten
- Heinrich Bosshard (1826–1897), Unternehmer und Politiker (Liberale)
- Adolf Guyer-Zeller (1839–1899), Pionier, Industrialisierung und Verkehr
- Otto Wartmann-Kägi (1841–1882), Kaufmann im Orient
- Adolf Kaegi (1849–1923), Indologe und Gräzist
- Carl Steiger (1857–1946), Flugzeugkonstrukteur
- Otto Steiger (1858–1923), Erfinder von Rechenmaschinen (Millionär)
- Friedrich Ottiker (1865–1929), Unternehmer und Politiker (FDP)
- Rudolf Kägi (1882–1959), Heimatdichter und Mundartautor
- Schaggi Streuli (1899–1980), Drehbuchautor, Kabarettist und Dialekt-Schauspieler
- Max Ziegler (1921–2012), Architekt
- Susanne Suter (* 1943), Ärztin und Hochschullehrerin
- Beat Walti (* 1968), Politiker (FDP)